# Loasa heterophylla
Loasa heterophylla là một loài thực vật có hoa trong họ Loasaceae. Loài này được Hook. & Arn. mô tả khoa học đầu tiên.